# Cayuse (Oregon)
Cayuse és un lloc designat pel cens (CDP) i una comunitat no incorporada al comtat d'Umatilla, Oregon, Estats Units, a 11 milles (18 km) a l'est de Pendleton a la reserva índia Umatilla . Segons el cens del 2000 tenia una població de 59 habitants. Forma part de l'àrea estadística micropolitana de Pendleton-Hermiston.
Disposa dels serveis d'una estació de ferrocarril i una oficina de correus, la zona rebé el nom del poble cayuse. L'oficina de correus s'obrí el 1867 i es clausurà el 2002.

D'acord a l'Oficina del Cens dels Estats Units el CDP té una superfície de 2.9 milles quadrades (7.5 km2)  tot terra ferma.

## Demografia
Segons el cens  del 2000el CDP tenia 59 habitants, 22 habitatges, i 17 famílies, i subsegüentment una densitat de població de 20,5 habitants per milla quadrada (7,9/km 2). Hi havia 22 llars amb una densitat mitjana de 2,9/km2 (7,6 per milla quadrada). La composició racial del CDP era d'un 42,37% blancs, un 1,69% d'afroamericans, un 49,15% de nadius americans, un 3,39% d'altres races i un 3,39% de dues o més races. Els hispans o llatins de qualsevol raça eren el 5,08% de la població.

Dels 22 habitatges en un 36,4% hi vivien menors de 18 anys, en un 54,5% hi vivien parelles casades, en un 18,2% dones solteres, i un 18,2% no eren unitats familiars. En el 13,6% dels habitatges hi vivien persones soles el 13,6% de les quals corresponien a persones de 65 anys. A cada habitatge hi vivien de mitjana 2,68 persones i pel que fa a les llars familiars la mitjana era de 3,00 persones.

Per edats la població es repartia en les següents classes etàries: un 28,8% tenien menys de 18 anys, un 3,4% entre 18 i 24, un 25,4% entre 25 i 44, un 25,4% entre 45 i 60 i un 16,9% 65 anys o més. La mitjana d'edat era de 38 anys. Per cada 100 dones hi havia 126,9 homes. Per cada 100 dones de 18 o més anys hi havia 121,1 homes.
La renda mediana per habitatge era de 34.583 $ i la renda mediana per família de 38.500 $. Els homes tenien una renda mediana de 23.333 $ mentre que la de les dones era de 28.750 $. La renda per capita del CDP era de 13.311 $. L'11,1% de les famílies i el 8,1% de la població vivien per sota del llindar de pobresa, inclosos els menors de divuit anys i el 20,0% dels majors de 64 anys.